# Payathonzu-Tempel

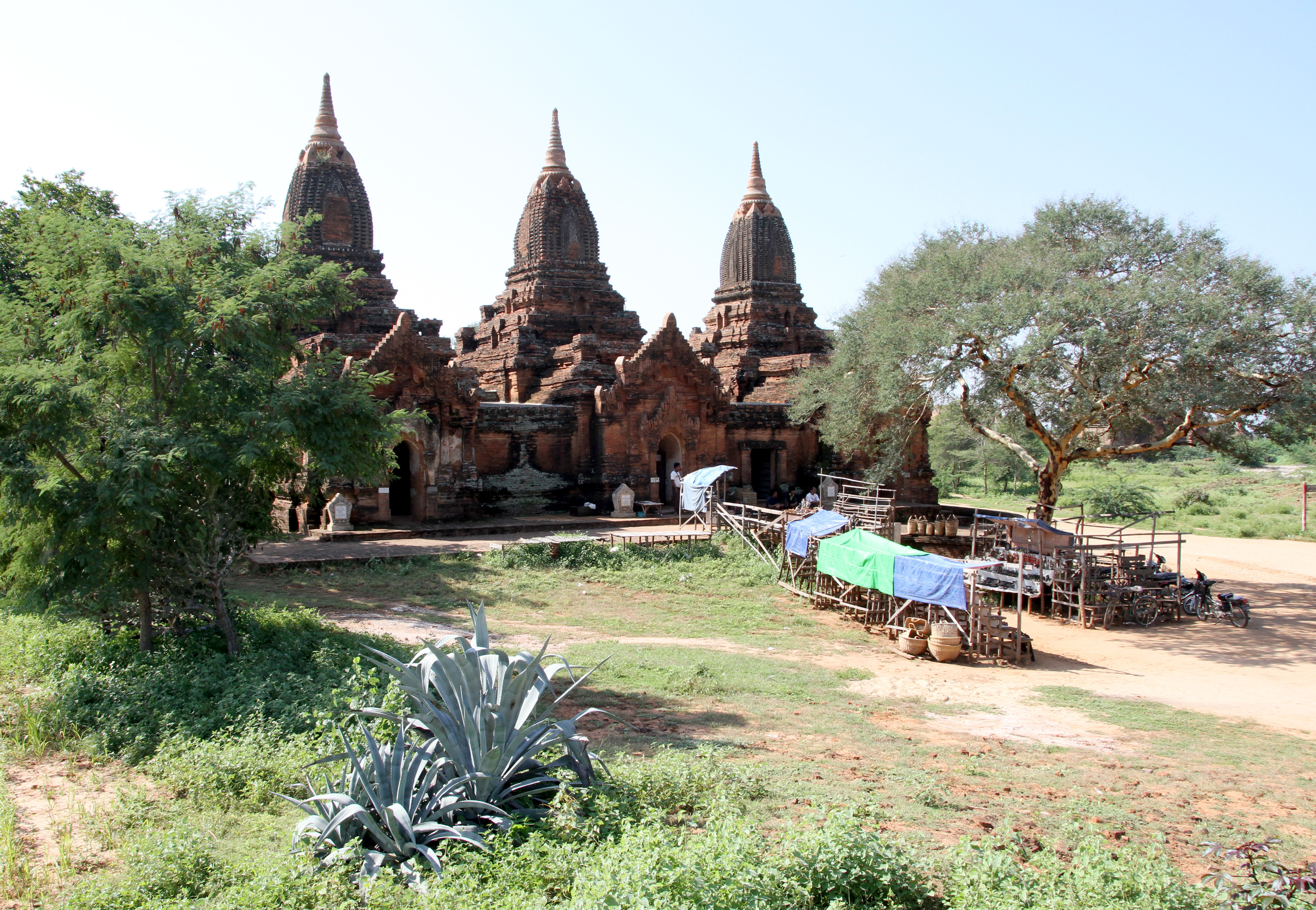
Payathonzu-Tempel

Der Payathonzu-Tempel ist ein buddhistischer Tempel in Bagan, Myanmar; er steht in der Nähe des Dorfes Minnanthu. Er wurde gegen Ende des 13. Jahrhunderts erbaut.

## Beschreibung
Der Payathonzu besteht aus drei nebeneinander liegenden gleichartigen Tempelgebäuden, die durch Gewölbegänge miteinander verbunden sind. Die Malereien im östlichen und mittleren Tempelteil gehören zu den besten erhaltenen in Bagan und zeigen unter anderem Szenen aus den Jatakas und aus dem Leben Gautama Buddhas, umgeben von ornamentalen Darstellungen und kleinformatigen Rastern mit Buddha-Bildnissen. Der westliche Tempelteil ist wohl unvollendet geblieben und nicht ausgemalt.